# Agapetus altineri
Agapetus altineri là một loài Trichoptera trong họ Glossosomatidae. Chúng phân bố ở miền Cổ bắc.